# Jack Harkness
El capità Jack Harkness és un personatge fictici interpretat per John Barrowman de Doctor Who i de l'spin-off Torchwood. La seva primera aparició va ser al capítol de 2005 de Doctor Who El nen perdut i va tornar a aparèixer en diversos capítols com acompanyant del Novè Doctor. Harkness es va convertir en el protagonista de la seva pròpia sèrie, Torchwood, i va tornar a aparèixer a Doctor Who el 2007, aquesta vegada com acompanyant del Desè Doctor. Va realitzar noves aparicions el 2008 i l'especial de 2010.
En la narrativa del programa, Jack comença com a viatger del temps i ex-estafador del segle LI. A diferència del Doctor, és un home d'acció, més disposat a atacar que a pensar una solució pràctica. A causa de la seva mort i resurrecció a final de la sèrie 1 el 2005, el personatge es torna immortal. A la Terra, Jack es converteix en membre de Torchwood, organització britànica dedicada a combatre atacs alienígena, sent el seu líder un segle més tard. Una història de fons ambigua es revela a poc a poc en el transcurs de les dues sèries, afegint una altra capa de complexitat al personatge.
Jack és el primer personatge obertament no heterosexual de Doctor Who. La popularitat del personatge va ajudar considerablement en el desenvolupament de l'spin-off Torchwood. El personatge es va convertir en una figura de la consciència pública britànica, John Barrowman va veure incrementada la seva popularitat. Com una representació permanent de la bisexualitat en el corrent principal de la televisió britànica, el personatge es va convertir en un model a seguir per a les persones homosexuals i bisexuals joves al Regne Unit. Jack apareix en diversos llibres de Doctor Who i Torchwood i té diverses figueres.

## Aparicions a la televisió
La primera aparició de Jack Harkness va ser al capítol El nen buit amb Rose Tyler (Billie Piper) acompanyant al Novè Doctor (Christopher Eccleston), durant el bombardeig del Blitz. Tot i fer-se passar per un voluntari americà de la Royal Air Force, Jack és en realitat un agent del temps del segle LI que deixa l'agència després de perdre inexplicablement dos anys de memòria. En aquell moment com estafador, és el responsable, sense saber-ho, una plaga que s'estén a Londres el 1941. Després que el Doctor cures la plaga, Jack es redimeix col·locant una bomba a punt d'explotar a la seva nau per fugir i salvar la ciutat. El Doctor i la Rosa el rescaten instants abans la bomba no detoni. Posteriorment es va convertir amb un nou acompanyant del Doctor viatjant per l'univers amb la TARDIS. Durant el temps que està amb el Doctor, en Jack va madurant cap a una faceta heroica, en la seva última aparició el 2005, se sacrifica lluitant contra els dàleks. La Rose el torna a la vida mentre està impregnada per la força del vòrtex temporal, tot i perdre la memòria el deixar de tenir el poder. Ell i el Doctor el deixen al Satel·lit 5.
Harkness va tornar a aparèixer el 2006 en la sèrie Torchwood, formant part de l'equip de Torchwood tres, amb seu a Cardiff. El seu equip és l'encarregat de combatre les amenaces alienígenes i estudiar una escletxa espaciotemporal. Harkness és reintroduït com un home diferent, un punt immoral després d'haver-se passat molts anys esperant el retorn del Doctor. Jack va reclutar a la policia Gwen Cooper (Eve Myles) després de veure el funcionament d'un parell alienígena amb capacitat per tornar a la vida els morts de forma temporal; tot i haver una forta relació sentimental entre ells, no obstant això, no arriba a passar mai res, ja que Gwen està promesa i Jake té una relació més sexual que sentimental amb Ianto Jones (Gareth David-Lloyd). Tot i treballar durant un temps amb ell, els seus companys amb prou feines saben de la seva vida personal. Jack va ser en un passat un presoner de guerra, va ser interrogat i torturat. Al final de la primera temporada de Torchwood, Jack torna a la TARDIS. La seva història continua immediatament al capítol de Doctor Who Utopia, on s'uneix al Desè Doctor (David Tennant) i la seva acompanyant Martha Jones (Freema Agyeman). Jack explica que va poder sortir del Satel·lit 5 usant un manipulador del vòrtex que el va portar fins al 1869, i que va estar esperant-lo per més d'un segle. Al final de la temporada, després d'haver-se passat un any en una línia del temps alternatiu esclavitzar per l'Amo (John Simm), opta per tornar amb el seu equip a Cardiff. Abans d'acomiadar-se, Jack especula sobre la seva immortalitat i comenta que fa temps, havia treballat com a model i li deien la Cara de Boe (personatge recurrent de l'any cinc mil milions).
A la segona temporada de Torchwood, Jack reapareix amb una actitud molt més lleugera davant un equip que ha sabut continuar sense ell. Amb l'aparició d'un els ex de Harkness, l'inescrupulós Capità John Hart (James Marsters), les insistències del seu equip en saber del seu passat es van intensificar. Al capítol Adam, Jack explora la seva infantesa a la península Boeshane, on es revela a través d'un flashback que el seu pare Franklin va morir quan ell era jova i on va perdre el seu germà petit Gray durant una invasió alienígena. En el penúltim capítol de la temporada, Fragments, es mostra com en Jack va ser capturat per Torchwood a finals de segle xix, inicialment com a presoner, després com a agent obligat de l'organització i finalment a tot tardar l'1 de gener de 2000 líder de Torchwood tres. Al final de la temporada, reapareix el capità John i el germà d'en Jack, qui, després d'una vida sent torturat pels extraterrestres vol venjança d'en Jack. Filament es veu obligat a criogenitzar el seu germà després que l'enterrés viu durant 2000 anys i matés els seus companys Toshiko Sato (Naoko Mori) i Owen Harper (Burn Gorman). Aquell mateix any, tant el repartiment de Torchwood com el de The Sarah Jane Adventures va aparèixer en el crossover final de Doctor Who, La terra robada i El final del viatge, els quals són reunits per combatre a Davros (Julian Bleach), i la seva creació, els dàleks. Jack tornar a formar equip un cop més amb el Doctor per salvar l'univers de la destrucció.
A la tercera temporada de Torchwood, un serial de cinc parts anomenat Els nens de la Terra, els aliens coneguts com a 4-5-6 estan tornant a la Terra. El funcionari John Frobisher (Peter Capaldi), ordena la destrucció de l'Institut Torchwood per ocultar una conspiració; el 1965, el govern britànic va autoritzar que en Jack portés a sacrificar 12 ofens a l'espècie 4-5-6 a canvi de salvar la Terra. Torchwood tres acabava explotant a través d'una bomba que hi ha dins del cos d'en Jack, el qual torna a la vida després que els diferents trossos del seu cos que queden s'ajuntin i es regenerin. La filla d'en Jack, l'Alice (Lucy Cohu) i el seu net Steven (Bear McCausland) són detinguts pels assassinats. Els 4-5-6 demanen el 10% dels nens de tot el planeta. Tot i cedir en el 1965, aquesta vegada, Jack refusa donar qualsevol altre nen. A causa de l'atac fracassat de Torchwood, l'espècie 4-5-6 allibera un virus que provoca la mort de Ianto als braços de Jack. Per crear la singularitat que destrueix els 4-5-6, Jack es veu obligat a sacrificar el seu net Steven. Sis mesos més tard, després d'haver perdut al seu amant, net i filla, s'acomiada de Gwen i es transporta a bord d'una nau alienígena de deixar la Terra indefinidament. En les escenes finals de l'especial de 2010 de Doctor Who La fi del temps, el Doctor, greument ferit, li troba un acompanyant abans de la seva imminent regeneració. Es troba amb ell en un exòtic bar alienígena, i li deixa una nota amb el nom de la persona del costat, un membre de la tripulació del creuer Titanic que apareix al capítol El viatge dels condemnats.
La quarta temporada, Miracle Day (2011), amb coproducció nord-americana, es veu com en Jack torna a la Terra per investigar el fenomen paranormal que fa que ningú pugui morir; descobreix que ell, en canvi, sí que ho pot fer. L'agent de la CIA Rex Matheson (Mekhi Phifer) troba una relació amb l'anomenat dia del miracle amb Torchwood, motiu pel qual detén a en Jack i la Gwen i els porta a Amèrica. No obstant això, veient que dins la CIA hi ha conspiradors que li posen una trampa perquè sembli un traïdor, em fuga amb ells juntament amb la seva col·lega de la CIA Esther Drummond (Alexa Havins) i ho investiguen per la seva compte. Les investigacions d'en Jack el porten a la conclusió que hi ha una conspiració a escala mundial que s'ha portat preparant des de fa dècades. Al capítol "Immortal Sins" es veuen diversos flashbacks on es mostra una antiga relació que va tenir amb un italià anomenat Angelo Colasanto (Daniele Favilli) a la dècada de 1920 a Nova York, la qual acabava amb en Jack encadenat i sent assassinat un cop rere un altre per una comunitat local. En el present, la neta d'Angelo, Olivia (Nana Visitor) li explica que els descendents de tres famílies de negocis que volen aconseguir el seu poder són els responsables del miracle, usen la seva sang, anomenada la benedicció, pel seu propi pròposit. A "The Gathering", l'equip finalment localitza els famílies i la benedicció, que es revela com una formació geològica antípoda connectat al camp mòrfic de la Terra que va des de Shanghai i Buenos Aires, l'equip dividit en dos grups, tracta d'arribar als dos punts d'accés. Al final del miracle, a "The Blood Lin", Gwen mata a en Jack disparant-li al pit perquè la seva sang moral entri al camp mòrfic; a l'altra banda del planeta, Rex, qui s'havia fet una transfusió amb la sang d'en Jack, realitza el mateix. Rex sobreviu, i amb el camp mòrfic restaurat, Jack ressuscita. Al funeral d'Esther però, descobreixen que Rex ha adquirit els poders d'en Jack.
El capità Jack Harkness no apareix a The Day of the Doctor, l'especial pels 50 anys de la sèrie. No obstant això, se'l menciona. Una espècie extraterrestres anomenada zygon, manipula l'Onzè Doctor (Matt Smith) per obtenir el codi d'accés del manipular del vòrtex, el qual el va obtenir UNIT en una de les seves morts. El dispositiu va ser usat per Clara Oswald (Jenna Coleman) abans no fos robat.